# Municipio de Blue Ridge (Illinois)
El municipio de Blue Ridge (en inglés, Blue Ridge Township) es una subdivisión administrativa del condado de Piatt, Illinois, Estados Unidos. Según el censo de 2020, tiene una población de 1382 habitantes.

## Geografía
Está ubicado en las coordenadas 40°12′53″N 88°32′55″O / 40.21472, -88.54861 (40.214686, -88.548544). Según la Oficina del Censo de los Estados Unidos, tiene una superficie total de 165,0 km², de la cual 164,9 km² corresponden a tierra firme y 0,1 km² es agua.

## Demografía
Según el censo de 2020, hay 1382 personas residiendo en la zona. La densidad de población es de 8,4 hab./km². El 95,5 % de los habitantes son blancos, el 0,1 % son amerindios, el 0,4 % son asiáticos, el 0,4 % son de otras razas y el 3,6 % son de una mezcla de razas. Del total de la población, el 1,5 % son hispanos o latinos de cualquier raza.

## Gobierno
El municipio está gobernado por una junta de cuatro miembros, formada por un supervisor, un secretario (clerk), un comisionado de rutas y un encargado (trustee). Hay también dos encargados (trustees) de biblioteca, que también se eligen por voto popular.